# Senza pagare
Senza pagare è un singolo dei rapper italiani J-Ax e Fedez, pubblicato il 12 maggio 2017 come quarto estratto dall'album in studio Comunisti col Rolex.

## Descrizione
Si tratta di una versione rivista del brano originale, la quale vede la partecipazione del rapper statunitense T-Pain.

## Video musicale
Il videoclip è stato pubblicato il 15 maggio 2017 ed è stato girato tra Foggia e Los Angeles; ad esso hanno preso parte Pio e Amedeo, Paris Hilton, Francesco Benigno, Chiara Ferragni e Fabio Rovazzi.

## Tracce
1. Senza pagare (vs T-Pain) – 3:30

## Classifiche
| Classifica (2017)         | Posizione massima |
| ------------------------- | ----------------- |
| Italia                    | 1                 |
| Italia (airplay italiana) | 3                 |
| Svizzera                  | 52                |